# UC Sampdoria
UC Sampdoria är en fotbollsklubb i Genua i Italien. Klubben delar stadion Stadio Luigi Ferraris med Genoa, som man ofta spelar derbymatcher mot, kallade Il derby di Genova eller Derby della Lanterna (med avseende på Genuas fyr), de säsonger klubbarna spelar i samma division.

## Historia
Klubben grundades 1946 genom en sammanslagning av de två klubbarna Sampierdarenese och Andrea Doria. Sampdoria har med några få undantag spelat i Italiens högsta division, Serie A, men vanligtvis har resultaten varit relativt blygsamma. I två något längre perioder har man även hållit till i Serie B (1977–1982 och 1999–2003), men mitt mellan dessa två lågvattenmärken inträffade klubbens storhetstid (1985–1994) då man vann samtliga av klubbens hittills inspelade pokaler. Man nådde till och med finalen i Europacupen 1991/92, där man trots bländande spel förlorade mot Barcelona.
Finalförlusten blev Vujadin Boškovs sista match som tränare och han ersattes av Sven-Göran Eriksson som fem år framåt skulle fortsätta den positiva utvecklingen av klubben. Efter den legendariska ordföranden Paolo Mantovanis död 1993 (Mantovani var ordförande i klubben perioden 1979–1993) såldes dock flera av de ledande spelarna och flera andra lämnade klubben tillsammans med "Svennis" 1997 (Roberto Mancini, Attilio Lombardo med flera).
Säsongen 2010/11 åkte Sampdoria ur Serie A. Sejouren i Serie B blev dock bara ett år lång efter att man i den sista kvalmatchen besegrat Varese med totalt 4–2.

## Statistik

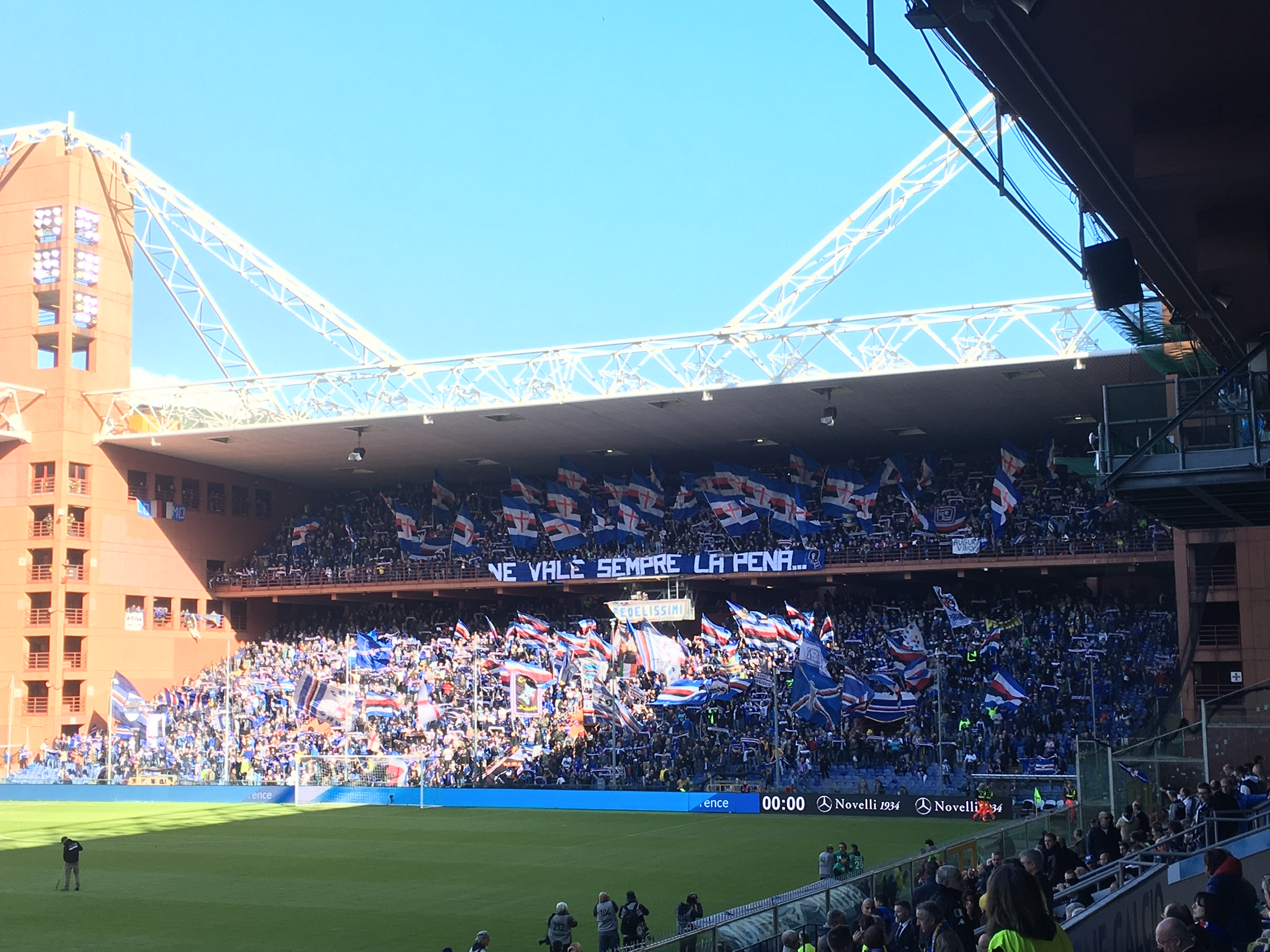
Match på Stadio Luigi Ferraris.

### Skyttekungar
Följande Sampdoriaspelare har blivit skyttekungar i Serie A:
| Säsong  | Spelare            | Mål |
| ------- | ------------------ | --- |
| 1960/61 | Sergio Brighenti   | 27  |
| 1990/91 | Gianluca Vialli    | 19  |
| 2018/19 | Fabio Quagliarella | 27  |

### Spelare som har gjort mer än 100 mål för klubben
| Spelare          | Mål |
| ---------------- | --- |
| Roberto Mancini  | 173 |
| Gianluca Vialli  | 141 |
| Francesco Flachi | 105 |

## Spelare

### Spelartrupp
| 1  | Italien | Emil Audero       | 18 januari 1997  | Juventus (-19)  |
| 30 | Italien | Nicola Ravaglia   | 12 december 1988 | Cremonese (-20) |
| 33 | Italien | Wladimiro Falcone | 12 april 1995    | UC Sampdoria    |

| 3  | Italien  | Tommaso Augello     | 30 augusti 1994  | Spezia (-19)         |
| 4  | Tyskland | Julian Chabot       | 12 februari 1998 | Groningen (-19)      |
| 12 | Italien  | Fabio Depaoli       | 24 april 1997    | Chievo Verona (-19)  |
| 15 | Gambia   | Omar Colley         | 24 oktober 1992  | Genk (-17)           |
| 19 | Rumänien | Radu Drăgușin       | 3 februari 2002  | Juventus (-21)       |
| 22 | Japan    | Maya Yoshida        | 24 augusti 1988  | Southampton (-20)    |
| 24 | Polen    | Bartosz Bereszynski | 12 juli 1992     | Legia Warszawa (-17) |
| 25 | Italien  | Alex Ferrari        | 1 juli 1994      | Bologna (-18)        |
| 29 | Italien  | Nicola Murru        | 16 december 1994 | Cagliari (-17)       |

| 2  | Norge         | Morten Thorsby       | 5 maj 1996       | Heerenveen (-19)     |
| 5  | Portugal      | Adrien Silva         | 15 mars 1989     | Leicester City (-20) |
| 6  | Sverige       | Albin Ekdal          | 28 juli 1989     | Hamburg (-18)        |
| 8  | Italien       | Valerio Verre        | 11 januari 1994  | Pescara (-17)        |
| 14 | England       | Ronaldo Vieira       | 19 juli 1998     | Leeds United (-18)   |
| 16 | Norge         | Kristoffer Askildsen | 9 januari 2001   | Stabaek (-20)        |
| 20 | Nederländerna | Mohamed Ihattaren    | 12 februari 2002 | Juventus (-21)       |
| 70 | Italien       | Simone Trimboli      | 19 april 2002    | UC Sampdoria         |
| 87 | Italien       | Antonio Candreva     | 28 februari 1987 | Inter (-20)          |

| 9  | Italien | Ernesto Torregrossa | 28 juni 1992     | Brescia (-21)      |
| 10 | Italien | Francesco Caputo    | 6 augusti 1987   | Sassuolo (-21)     |
| 11 | Italien | Riccardo Ciervo     | 1 april 2002     | Roma (-21)         |
| 23 | Italien | Manolo Gabbiadini   | 26 november 1991 | Southampton (-19)  |
| 27 | Italien | Fabio Quagliarella  | 31 januari 1983  | Torino (-16)       |
| 38 | Danmark | Mikkel Damsgaard    | 3 juli 2000      | Nordsjälland (-20) |

Not: Spelare i kursiv stil är inlånade.

### Utlånade spelare
| Nr | Land      | Pos | Namn                                                 |
| -- | --------- | --- | ---------------------------------------------------- |
|    | Italien   | A   | Antonino La Gumina (i Como till 30 juni 2022)        |
|    | Italien   | F   | Emanuel Ercolano (i Latina till 30 juni 2022)        |
|    | Italien   | A   | Erik Gerbi (i Poli Timișoara till 30 juni 2022)      |
|    | Italien   | A   | Federico Bonazzoli (i Salernitana till 30 juni 2022) |
|    | Italien   | A   | Felice D'Amico (i Gubbio till 30 juni 2022)          |
|    | Italien   | A   | Gianluca Caprari (i Hellas Verona till 30 juni 2022) |
|    | Colombia  | F   | Jeison Murillo (i Celta Vigo till 30 juni 2022)      |
|    | Brasilien | F   | Kaique Rocha (i Internacional till 31 december 2022) |

| Nr | Land      | Pos | Namn                                             |
| -- | --------- | --- | ------------------------------------------------ |
|    | Italien   | MF  | Leonardo Benedetti (i Imolese till 30 juni 2022) |
|    | Italien   | MF  | Lorenzo Sabattini (i Ancona till 30 juni 2022)   |
|    | Italien   | A   | Manuel De Luca (i Perugia till 30 juni 2022)     |
|    | Italien   | A   | Matteo Stoppa (i Juve Stabia till 30 juni 2022)  |
|    | Frankrike | MF  | Mehdi Léris (i Brescia till 30 juni 2022)        |
|    | Italien   | MF  | Nicolò Francofonte (i Gubbio till 30 juni 2022)  |
|    | Italien   | F   | Simone Giordano (i Piacenza till 30 juni 2022)   |
|    | Italien   | F   | Tommaso Farabegoli (i Ancona till 30 juni 2022)  |

### Kända spelare
| Italien - Antonio Cassano - Sergio Brighenti - Enrico Chiesa - Marcello Cottafava - Marcello Lippi - Attilio Lombardo - Roberto Mancini - Vincenzo Montella - Gianluca Pagliuca - Giuseppe Signori - Gianluca Vialli - Pietro Vierchowod - Christian Vieri - Walter Zenga - Fabio Quagliarella England - Trevor Francis - David Platt - Des Walker |  | Argentina - Ariel Ortega - Juan Sebastián Verón Serbien - Vladimir Jugovic - Siniša Mihajlović - Bratislav Zivkovic Frankrike - Alain Boghossian - Christian Karembeu Tyskland - Hans-Peter Briegel - Jürgen Klinsmann |  | Nederländerna - Ruud Gullit - Clarence Seedorf Brasilien - Toninho Cerezo Irland - Liam Brady Skottland - Graeme Souness Slovenien - Srečko Katanec Sverige - Lennart Skoglund |